# Habenaria piraquarensis
Habenaria piraquarensis är en orkidéart som beskrevs av Frederico Carlos Hoehne. Habenaria piraquarensis ingår i släktet Habenaria och familjen orkidéer. Inga underarter finns listade i Catalogue of Life.